# Спортска дворана Ново Сарајево
Спортска дворана Ново Сарајево спортска је дворана која се налази у Сарајеву (Босна и Херцеговина). Дворана је смештена у насељу Грбавица, на територији општине Ново Сарајево. Капацитет дворане је око 1.500 седећих места.
Изградња дворане започета је у септембру 2010. године. Трошкови изградње износили су око 9.000.000 конвертибилних марака. Свечано отварање дворане уприличено је 18. марта 2016. године.
Спортску дворану Ново Сарајево као домаћи терен користе:
- Омладински кошаркашки клуб Спарс Сарајево
- Клуб малог фудбала Жељезничар Сарајево.[3]